# Ирина Палеологиня (императрица Трапезунда)
Ирина Палеологиня (ср.-греч. Ειρήνη Παλαιολογίνα, первая половина XIV века, Константинополь, Византия — вторая половина XIV века, там же) — императрица Трапезунда, представительница династии Палеологов, незаконнорожденная дочь императора Византии Андроника III. С её правления в Трапезундской империи началась гражданская война между сторонниками прежней власти и сторонниками Византии, которой Ирина собиралась подчинить Трапезунд. Отреклась от престола спустя год и 4 месяца правления.

## Биография
Ирина Палеологиня родилась в первой половине XIV века в столице Византии Константинополе. Её отцом был император Андроник III из династии Палеологов, а матерью — Анна, дочь графа Савойи Амадея V. 12 сентября 1336 года она приехала из Константинополя в Трапезунд, где 5 дней спустя вступила в брак с императором Василием из династии Великих Комнинов. Согласно греческому историку XIX и XX веков Трифону Евангелиду, с ним Ирину обручили ещё в Константинополе, когда он не был императором. Брак продлился около двух лет. Примерно в 1339 году император развёлся с женой (согласно Хрисанфу, трапезундскому митрополиту XX века, данный развод был вызван политической ситуацией), выгнал её из дворца и повторно вступил в брак с другой Ириной, которая происходила из местной аристократической семьи и с которой император сожительствовал будучи ещё женатым на Ирине Палеологине. Такое отношение к супруге вкупе с браком с местной аристократкой вместо политического брака с важным иностранным союзником вызвали резко негативную реакцию со стороны Константинополя. Особенно были недовольны происходящим патриарх Константинопольский Иоанн XII, который отлучил новую императрицу от церкви и осудил митрополита, давшего согласие на развод, и философ и богослов Никифор Григора. Хотя развод действительно не мог быть осуществлён без согласия митрополита, известно, что он пытался защитить интересы византийской подданной и объявил вторую жену императора конкубиной, а сам брак назвал незаконным. Патриарх Константинопольский же грозил наложить интердикт на всех представителей церкви в империи и направил императору увещевательное письмо. Среди простого люда империи же подобное поведение императора вызвало ярость. В 1340 году, когда Василий скончался, народ провозгласил Ирину Палеологиню новой императрицей. Свою соперницу и двух её детей, рождённых вне брака отпрысков Василия, Алексея и Иоанна, она направила в Византию, где их захватил в качестве заложников её отец, который пытался успокоить трапезундцев.
По мнению многих жителей империи, Ирина была причастна к убийству бывшего мужа. По предположению австрийского историка Э. Кизлингера, для легитимизации своей власти она могла использовать патриаршью грамоту, которую могли составить в конце апреля 1340 года, то есть уже постфактум, для укрепления сторонников Византии среди трапезундской знати. Византинист С. П. Карпов отмечает, что последнее утверждение сложнодоказуемо, и власти Византии скорее готовили переворот, чем оформляли его уже после того, как он произошёл. Во всяком случае известно об аналогичной грамоте, направленной Василию. Переворот привёл к эмиграции части знати и чиновников из империи, а его успех фактически приводил Трапезунд под прямое подчинение Византии, однако власть ещё было необходимо удержать.
Ирина была готова к обвинениям в ликвидации независимости Трапезунда и уже к тому моменту организовала группу сторонников, которая и помогла ей разделаться со всеми препятствиями на пути к трону. Эта поспешность в действиях привела лишь к тому, что слухи о её причастности к убийству бывшего мужа распространились ещё сильнее, и значительное количество ранее нейтрально настроенных к правлению Ирины людей встало на сторону её противников. Деятельность императрицы привела к организации среди знати группы, которая планировала в полной мере воспользоваться властью при формальном правлении несовершеннолетних детей Василия и благосклонной к ним Ирины Трапезундской, его второй жены, которую они планировали назначить регентом. Эта обстановка привела к началу внутренних волнений и беспорядков, которые фактически переросли в гражданскую войну. Организовались две большие партии, которые отличались друг от друга поддержкой и противодействием Ирине, и на стороне каждой из которых были крупные семьи — Схоларии и Амирджандарии, — противоречия между которыми начались ещё до смерти Василия, после убийства Мануила II. В империи были и противоречия этнического толка — между собой конфликтовали провинциальная лазская знать и столичная греческая.
Ирина в эту гражданскую войну не собиралась уступать трон. Как только борьба вспыхнула, императрица повела свои силы, состоявшие из сторонников поддерживающей её партии Амирджандариев из местного населения и наёмников из Византии и итальянских земель, на крепость в Трапезунде, которой быстро овладела, захватив также порт. Поддержанные тремя великими семьями Трапезунда повстанцы (во главе со Схолариями и под командованием Севаста Циханита), её противники набрали войска из имперской гвардии, которая оставалась верна идеалам императора Василия, и местных горожан, которые не хотели, чтобы ими правила чужеземка, и заняли оборону в великом монастыре, посвящённом святому Евгению, который был большой крепостью над ущельем, что окружало захваченную людьми Ирины цитадель. Образовавшаяся во время войны третья группировка под командованием великого дуки евнуха Иоанна, во время мятежа которого был убит малолетний император Мануил II, заняла крепость Лимнию в двухсот стадиях к западу от Трапезунда, наиболее важную военно-морскую базу за стенами столицы.
Два следующих месяца происходили стычки, не приведшие ни к какому результату. Происходящее изменили действия Иоанна и его группировки. При его поддержке в июле 1340 года монастырь святого Евгения был взят и частично сожжён. Ситуация временно стабилизировалась. Ирина вела политику лавирования и во всём полагалась на Константинополь. Однако вскоре земли Трапезунда подверглись атаке со стороны туркоманов из Амиды. Первая атака была отбита у Пархария с потерями, в частности в сражении скончался представитель семьи Амирджандариев Долин. Перед началом второго наступления Ирина отправила послов к отцу в Константинополь с просьбой прислать ей достойного мужа, который мог бы управлять страной и контролировать империю, однако император скончался до принятия решения о помощи, а новому было уже не до неё, поскольку страна погрузилась в кризис. Официально Ирина находилась в отношениях с великим доместиком, который помогал ей с контролем страны. С этим попытка объединить земли двух греческих осколков бывшей Византии под властью одного императора провалилась. Новый император Константинополя Иоанн VI Кантакузин относился к этой идее и вовсе без сочувствия.
Следующая атака со стороны туркоманов, начавшаяся 4 июля 1341 года, была уже успешна. Им удалось сжечь столицу империи, устроив в ней перед этим страшную сечу, и полностью разорить её округу. Осознав неспособность Ирины справиться с политическим крахом, в 1340—1341 годах из монастыря сбежала сестра Василия, Анна. На тот момент представители многих знатных домов Трапезунда, как греки, так и лазо-греки, выступили против императрицы. Все братья Анны к тому моменту были убиты; единственными детьми Алексея остались она и Евдокия, которая вышла замуж за тюрка. Всё это происходило на фоне политического коллапса и феодальной анархии, а также пожара и разложения трупов, из-за которого началась чума, которую лишь усугубил голод из-за засухи и неурожая. Из-за выступлений многих представителей знати Анна предъявила свои права на трон и 17 июля захватила его при поддержке лазского войска. Несмотря на значительное количество солдат из Грузии, что участвовали в конфликте, остаётся неясным, вмешался ли во внутренний конфликт её царь или же это были наёмники или местные жители.
Анна двинулась во главе своей армии прямо на Трапезунд, не встретив никакого сопротивления. Многие местные жители присоединялись по пути к её армии. 17 июля 1341 года войско Анны оказалось под стенами города. За несколько дней до прибытия армии Ирина окончательно отреклась от престола. Население Трапезунда приняло Анну и провозгласило её новой императрицей, хотя сторонники назвали Анну ей раньше, ещё в Лазике. Ирина царствовала год и 4 месяца. 10 августа того же года её доставили в Константинополь на франкском корабле.
После этого события имя Ирины более не фигурирует в источниках, однако, по словам современного греческого историка Пенелопы Воугиоуклаки, она скончалась во второй половине столетия в столице Византии.

### Комментарии
1. ↑  Традиционно этот топоним отождествлялся с городом Амида, современный Диярбакыр, но историк Э. Брайер выдвинул теорию, которую в дальнейшем отверг под воздействием Е. Захариаду[англ.] (по мнению Р. М. Шукурова, напрасно), что это другое место — Омидия, что западнее Керасунта, где туркоманы могли обосноваться по пути из Западной Анатолии[13].

### Книги
- Анна Великая Комнина Анахутлу // Византийский словарь. В 2 т / составление и общая редакция К. А. Филатова. — СПб.: Амфора, РХГА, Издательство Олега Абышко, 2011. — Т. 1. — С. 95—96. — 575 с. — ISBN 978-5-517-08507-8.
- Карпов С. П. История Трапезундской империи. — 2-е изд., исправ. и доп. — СПб.: Алетейя, 2017. — 745 с. — (Новая Византийская библиотека. Исследования). — ISBN 978-5903354078.
- Карпов С. П. Средневековый Понт. — Lewiston — Queenston — Lamperter: Edwin Mellen Press[англ.], 2001. — 475 с. — (Российские исследования по мировой истории и культуре. Т. 15 / гл. ред. Г. М. Бонгард-Левин). — ISBN 0-7734-3167-5.
- Успенский Ф. И. Очерки истории Трапезундской империи / предисловие и ред. С. А. Жебелева. — СПб.: Евразия, 2003. — 320 с. — (Clio). — ISBN 5-8071-0141-3.
- Шукуров Р. М. Великие Комнины и Восток (1204—1461) / под ред. С. П. Карпова. — СПб.: Алетейя, 2001. — 446 с. — (Византийская библиотека. Исследования). — ISBN 978-5893293371.
- Finlay George. The History of Greece. — Edinburgh & London: William Blackwood and Sons[англ.], 1851. — Vol. II: From its Conquest by the Crusaders to its Conquest by the Turks, and of the Empire of Trebizond 1204–1461. — xiii, 519 p.
- Miller William. Empire of Trebizond, the Last Greek Empire. — London; New York; Toronto: Society for Promoting Christian Knowledge[англ.]; Macmillan & Co., 1926. — v, 139 p.
- Treadgold Warren T. A History of the Byzantine State and Society (англ.) / American Council of Learned Societies. — Stanford: Stanford University Press, 1997. — XXIV, 1019 p. — (History e-book project). — ISBN 978-0-804-72630-6.

### Статьи
- Jackson Williams Kelsey. A Genealogy of the Grand Komnenoi of Trebizond (англ.) // Foundations: The Journal of the Foundation for Mediaeval Genealogy. — Chobham, 2007. — Vol. 2, no. 3. — P. 171—189. — ISSN 1479-5078.
- Lang David M. Georgia in the Reign of Giorgi the Brilliant (1314–1346) (англ.) // Bulletin of the School of Oriental and African Studies. — London: CUP, 1955. — Vol. 17, no. 1. — P. 74—91. — ISSN 0041-977X. — doi:10.1017/S0041977X00106354. — JSTOR 609230.